# Lois intolérables
Intolerable Acts
 (février 2016).
Si vous disposez d'ouvrages ou d'articles de référence ou si vous connaissez des sites web de qualité traitant du thème abordé ici, merci de compléter l'article en donnant les références utiles à sa vérifiabilité et en les liant à la section « Notes et références ».

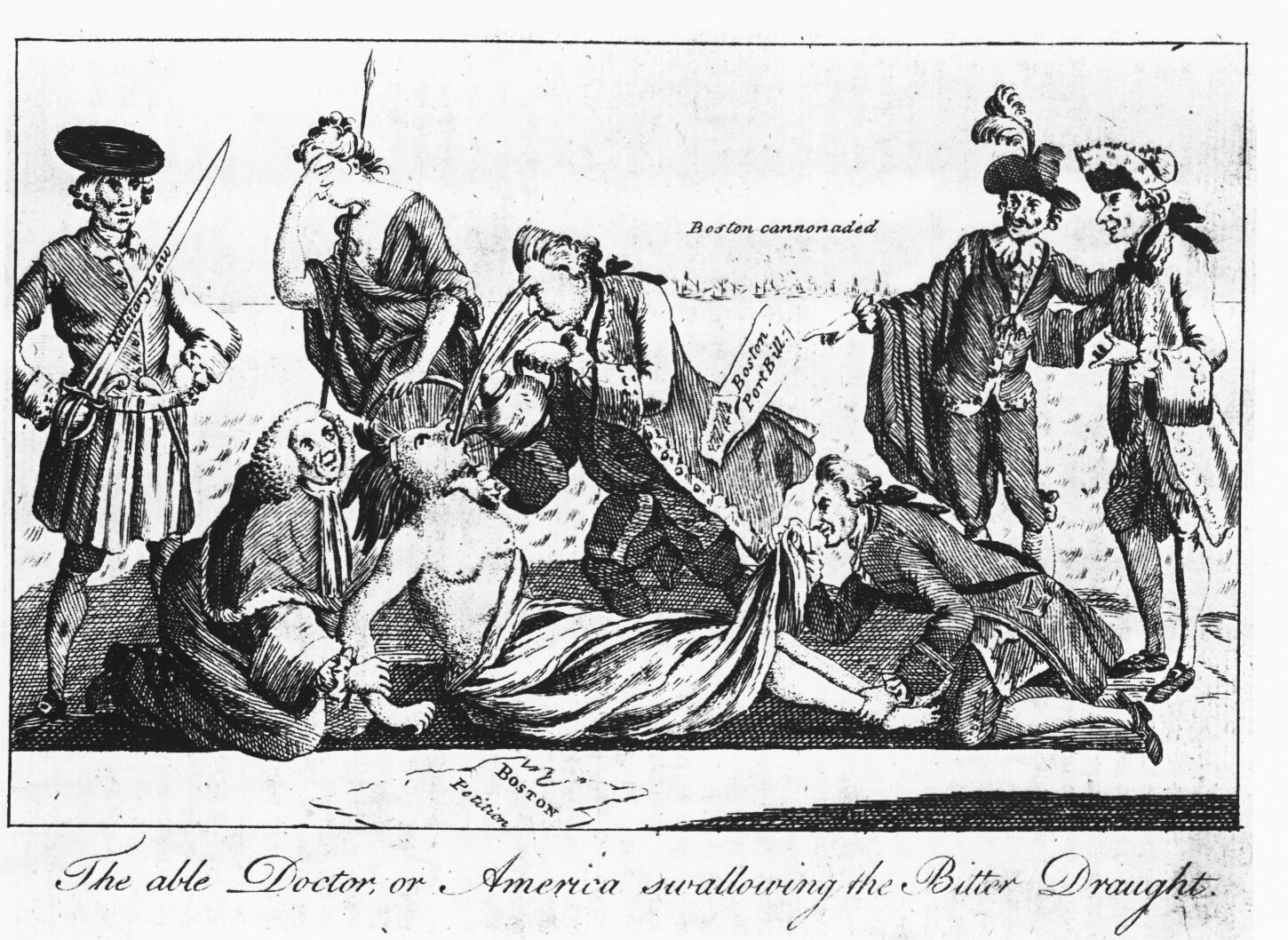
Cette caricature britannique dépeignant les acts comme un viol de l'anthropomorphique Boston, fut rapidement copiée et distribuée par Paul Revere dans toutes les colonies.

Les lois intolérables (Intolerable Acts en anglais), que les Britanniques nommèrent Coercive Acts (« lois coercitives ») ou Punitive Acts (« lois punitives »), sont une série de lois promulguées par le Parlement de Grande-Bretagne en 1774 en réponse à l'agitation croissante des Treize Colonies britanniques en Amérique du Nord, en particulier à Boston à la suite d'incidents comme la Boston Tea Party. L'entrée en vigueur de ces lois joua un rôle prépondérant dans la survenue de la guerre d'indépendance des États-Unis et l'établissement du Congrès continental.
Les lois intolérables étaient composés :
- De la loi sur le gouvernement du Massachusetts (Massachusetts Bay Regulating Act, 15 avril) : le conseil de la colonie est désormais choisi par le roi, les officiers sont nommés par le gouverneur, et les town meetings sont soumises à autorisation
- De la loi d'administration de la justice (Impartial Administration of Justice Act, 20 mai) : les gouverneurs peuvent renvoyer les procès en Angleterre
- De la loi sur le port de Boston (Boston Port Bill, 18 mars) : le port est fermé jusqu'à ce que le préjudice causé par la Boston Tea Party soit remboursé.
- De la loi de cantonnement des troupes (Quartering Act, 2 juin) : les maisons inoccupées sont réquisitionnées pour héberger les soldats britanniques.

L’acte de Québec fut également promulgué en 1774, mais cette loi n'était pas en relation avec les lois coercitives. Les Whigs américains furent cependant alarmés par cette loi relative aux Canadiens aussi bien que par les lois coercitives, et la mirent dans la catégorie des lois intolérables. Leur grief principal à l'égard de cette loi était la protection qu'elle offrait aux territoires amérindiens et aux catholiques de la Province de Québec (anciennement la Nouvelle-France, cédée par la France à la Couronne britannique en 1763). Les lois intolérables furent considérées comme une tentative de stopper l'expansion vers l'ouest et de renforcer une Église à laquelle beaucoup étaient opposés.